# 2032
|  | Denne artikel beskriver en fremtidig begivenhed Denne artikel eller sektion handler om planlagt eller forventet fremtidig begivenhed. Der kan forekomme spekulativ information, og indholdet kan ændres dramatisk når begivenheden nærmer sig og mere information bliver tilgængelig. |

| 2032               |
| ------------------ |
| Dødsfald - Fødsler |
| • Sport            |

| Gregoriansk kalender | 2032 MMXXXII            |
| Ab urbe condita      | 2785                    |
| Armensk kalender     | 1481 ԹՎ ՌՆՁԱ            |
| Kinesiske kalender   | 4728 – 4729 辛亥 – 壬子 |
| Etiopisk kalender    | 2024 – 2025             |
| Jødisk kalender      | 5792 – 5793             |
| Hindukalendere       |                         |
| - Vikram Samvat      | 2087 – 2088             |
| - Shaka Samvat       | 1954 – 1955             |
| - Kali Yuga          | 5133 – 5134             |
| Iransk kalender      | 1410 – 1411             |
| Islamisk kalender    | 1454 – 1455             |

2032 (MMXXXII) er det 508. skudår siden Kristi Fødsel. Året begynder på en torsdag. Påsken falder dette år den 28. marts
Se også 2032 (tal)

## Forudsigelser og planlagte hændelser
- 2. november – valg til USAs præsidentembede.
- 13. november – Mekurpassage[1].
- Forventet færdiggørelse af United States Army Future Force Warrior-projekt for et fremtidigt integreret infanteri kampsystem.
- Udgivelsen af den fjortende udgave af den franske avis La Bougie du Sapeur – avisen udkommer en gang hver fjerde år, det første nummer udkom i 1980.
- 3. etape af Frederikssundmotorvejen (primærrute 17) mellem Tværvej og Frederikssund N åbner for trafik.

## Teknologi
- S-IVB, det tredje trin af Apollo 12s Saturn V-raket (1969) er projekteret til at returnere til Jorden.

## Sport
- Sommer-OL skal afholdes dette år. Værtsbyen skal udvælges i år 2025.

## Billeder
- S-IVB
- Future Force Warrior
- Mekurpassage, denne fra 2006